# Carlota Pereira de Queirós
Carlota Pereira de Queirós, originalmente Carlota Pereira de Queiroz (São Paulo, 13 de febrero de 1892 — ib., 14 de abril de 1982), fue una médica, escritora, feminista, pedagoga y política brasileña. Se destacó por haber sido la primera mujer de Brasil en ser electa diputada federal. Participó en la Asamblea Nacional Constituyente, que tenía como fin redactar la Constitución de la Nueva República del Brasil entre 1934 y 1935. Dicha constitución tuvo como innovación la introducción del voto secreto y el sufragio femenino, la creación del Tribunal de Trabajo, y la definición de los derechos constitucionales del trabajador.

## Biografía
Carlota fue hija de José Pereira de Queiroz y de Maria Vicentina de Azevedo Pereira de Queiroz. Provenía de una rica familia agricultora, del lado paterno, y de una familia dedicada a la política, por el lado materno. Se formó en la Facultad de medicina de la Universidad de São Paulo desde 1920 hasta 1926, graduándose con la tesis  Estudios sobre el Cáncer, monografía por la que recibió el premio Miguel Couto. Médica interina de la Clínica de la Faculdad de Medicina de la Universidad Federal de Río de Janeiro, fue jefa del Laboratorio de Clínica Pediátrica en 1928, y asistente del professor Pinheiro Cintra.
Fue becada por el gobierno de São Paulo en 1929 para estudiar dietética infantil en centros médicos de Suiza.
Miembro de la Asociación Paulista de Medicina de São Paulo, de la Asociación Francesa por el Estudio del Cáncer (Association Française pour l'Étude du Cancer), de la Academia Nacional de Medicina y de la Academia Nacional de Medicina de Buenos Aires. Fundó la Academia Brasileña de Mujeres Médicas, en 1950.

## Carrera política: primera diputada brasileña
En política, tuvo una valiosa participación en la Revolución Constitucionalista de 1932 luchando por los ideales democráticos defendidos por el estado de São Paulo, y surgido a modo de contestación a la revolución de 1930 en Brasil. Para ese evento histórico organizó junto a la Cruz Roja el «Departamento de Asistencia a los heridos», de al menos 700 mujeres que brindaban su ayuda. Además, en noviembre de 1932, formó parte de la comisión que fue al Hospital Central del Ejército, en Río de Janeiro, en busca de los últimos prisioneros constitucionalistas que todavía estaban hospitalizados.
En mayo de 1933 fue elegida como la primera diputada federal de la historia del Brasil, por el estado de São Paulo. Asumió en 1934, y en el Congreso Nacional integró la comisión de Salud y Educación. Su mandato fue en defensa de la mujer y de los niños, trabajó por mejoras educacionales que contemplasen mejor tratamiento de las mujeres. Fue autora del primer proyecto sobre la creación de servicios sociales, así como de las enmiendas que prosperaron en la fundación de la Cámara de vendedor de periódicos y la creación del Laboratorio de Biología Infantil. Luego de la promulgación constituyente el 17 de julio de 1934, cumplió su mandato en mayo de 1935.
Ingresó en 1934 en el Instituto de Historia y Geografía de São Paulo. Sin embargo, fue elegida por el Partido Constitucionalista de São Paulo, en las elecciones de octubre del mismo año, por lo que permaneció en su banca. Ocupó su cargo hasta la proclamación del Estado Novo, en 1937, cuando Getúlio Vargas cerró el Congreso. Durante su último período luchó por la re-democratización del Brasil.
Además publicó una serie de trabajos en defensa de la mujer brasileña.

## Obras
Además de política, se desempeñó como escritora e historiadora. Publicó las obras:
- Un campesino paulista en el siglo XIX (Um Fazendeiro Paulista no século XIX; 1965);[2]
- Vida y muerte de un capitán (Vida e Morte de um Capitão; 1969).[2]

## Homenajes

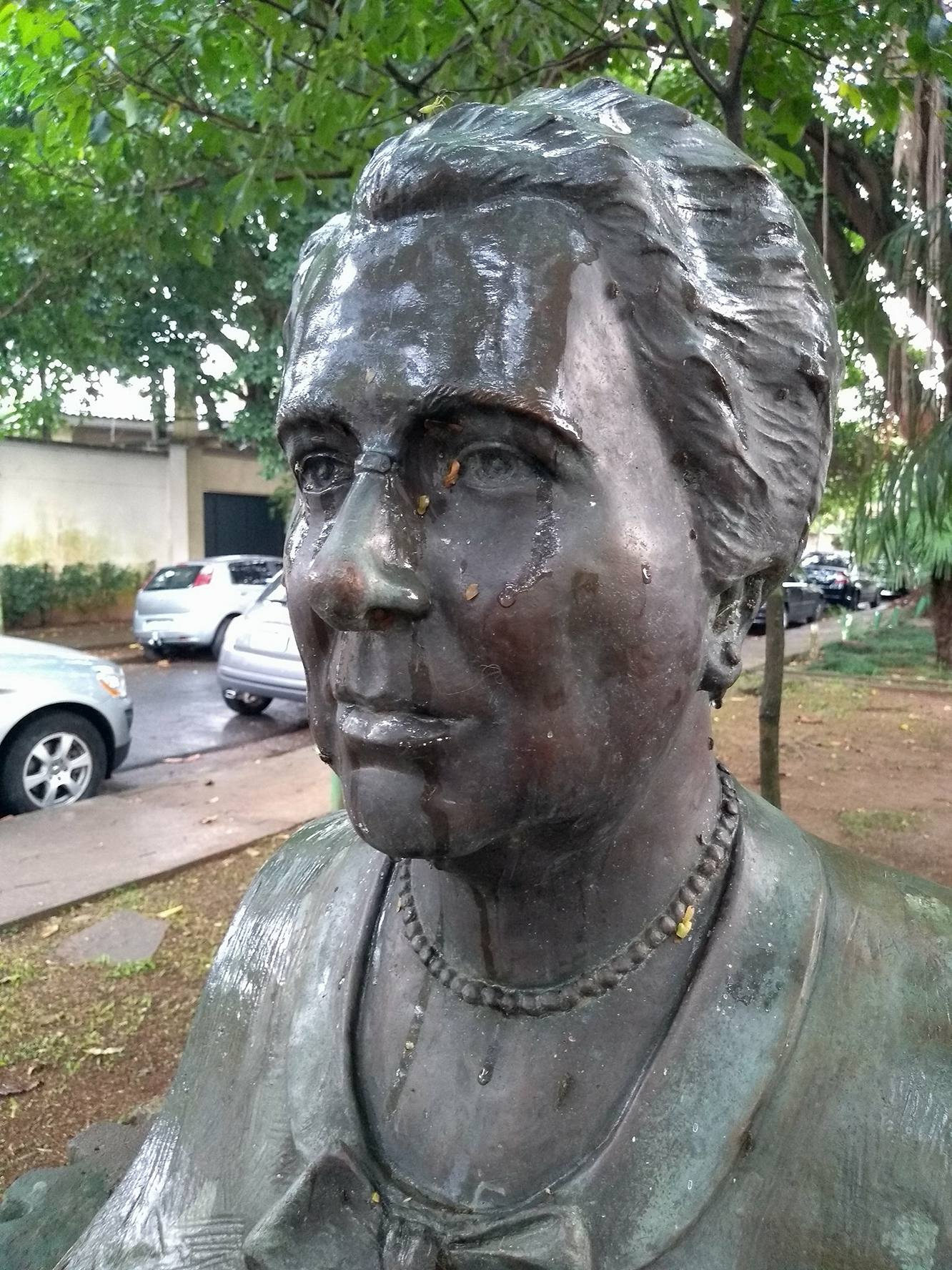
Busto en memoria de Carlota Pereira de Queirós.

Fue homenajeada con un busto en su memoria, en la Plaza California, del barrio de Pinheiros, en la zona oeste de la capital de São Paulo.
En cuanto a la eponimia una avenida del municipio de Socorro, al sur de São Paulo, fue denominada Dr.ª Carlota Pereira de Queirós, al igual que una Escuela Municipal de Educação Infantil (EMEI), del municipio de Tiradentes, y también una calle del barrio Cajuru, en Curitiba.